# Eleições legislativas portuguesas de 2002 no distrito de Santarém
| Eleições legislativas portuguesas de 2002 Distritos: Aveiro \| Beja \| Braga \| Bragança \| Castelo Branco \| Coimbra \| Évora \| Faro \| Guarda \| Leiria \| Lisboa \| Portalegre \| Porto \| Santarém \| Setúbal \| Viana do Castelo \| Vila Real \| Viseu \| Açores \| Madeira \| Estrangeiro |

## Resultados por Concelho
Os resultados nos concelhos do Distrito de Santarém foram os seguintes:

### Abrantes
| Partido                 | Partido                        | Votos  | %               | +/-  |
| ----------------------- | ------------------------------ | ------ | --------------- | ---- |
|                         | Partido Socialista             | 10 949 | 46,91 / 100,00  | 6,30 |
|                         | Partido Social Democrata       | 7 076  | 30,32 / 100,00  | 6,20 |
|                         | Partido Popular                | 1 818  | 7,79 / 100,00   | 0,99 |
|                         | Coligação Democrática Unitária | 1 714  | 7,34 / 100,00   | 1,54 |
|                         | Bloco de Esquerda              | 736    | 3,15 / 100,00   | 0,70 |
|                         | Outros                         | 505    | 2,16 / 100,00   |      |
| Votos Inválidos         | Votos Inválidos                | 541    | 2,32 / 100,00   | 0,03 |
| Total                   | Total                          | 23 339 | 100,00 / 100,00 |      |
| Eleitorado/Participação | Eleitorado/Participação        | 38 139 | 61,19 / 100,00  | 0,65 |

| Freguesia               | %     | %     | %     | %     | %    | Votantes |
| Freguesia               | PS    | PSD   | PP    | CDU   | BE   | Votantes |
| ----------------------- | ----- | ----- | ----- | ----- | ---- | -------- |
| Abrantes (São João)     | 43,96 | 34,85 | 8,74  | 5,39  | 3,07 | 1 076    |
| Abrantes (São Vicente)  | 42,54 | 33,78 | 9,88  | 5,49  | 4,22 | 5 172    |
| Aldeia do Mato          | 11,23 | 80,18 | 3,74  | 1,10  | 0,66 | 454      |
| Alferrarede             | 43,81 | 32,18 | 10,61 | 5,70  | 2,70 | 2 262    |
| Alvega                  | 55,17 | 26,31 | 7,00  | 4,83  | 1,67 | 1 015    |
| Bemposta                | 53,35 | 21,93 | 6,79  | 9,66  | 2,52 | 1 149    |
| Carvalhal               | 41,80 | 44,80 | 5,11  | 1,94  | 1,06 | 567      |
| Concavada               | 71,63 | 10,39 | 5,62  | 5,62  | 1,12 | 356      |
| Fontes                  | 28,66 | 55,23 | 7,32  | 2,09  | 0,63 | 478      |
| Martinchel              | 33,33 | 43,75 | 10,94 | 4,43  | 1,30 | 384      |
| Mouriscas               | 40,77 | 32,58 | 6,50  | 11,72 | 2,25 | 1 246    |
| Pego                    | 58,27 | 17,27 | 6,26  | 10,94 | 3,88 | 1 390    |
| Rio de Moinhos          | 40,98 | 33,21 | 10,15 | 7,64  | 2,13 | 798      |
| Rossio ao Sul do Tejo   | 52,82 | 24,97 | 9,28  | 6,33  | 2,96 | 1 454    |
| São Facundo             | 54,65 | 16,37 | 3,88  | 13,73 | 8,18 | 721      |
| São Miguel do Rio Torto | 51,24 | 26,41 | 5,71  | 9,71  | 2,53 | 1 700    |
| Souto                   | 23,93 | 56,42 | 8,82  | 2,27  | 2,27 | 397      |
| Tramagal                | 55,03 | 21,20 | 5,33  | 10,66 | 4,28 | 2 288    |
| Vale das Mós            | 62,96 | 16,20 | 3,47  | 12,04 | 1,39 | 432      |
| Abrantes                | 46,91 | 30,32 | 7,79  | 7,34  | 3,15 | 23 339   |

### Alcanena
| Partido                 | Partido                        | Votos  | %               | +/-   |
| ----------------------- | ------------------------------ | ------ | --------------- | ----- |
|                         | Partido Social Democrata       | 3 377  | 41,09 / 100,00  | 10,44 |
|                         | Partido Socialista             | 2 830  | 34,43 / 100,00  | 9,08  |
|                         | Partido Popular                | 769    | 9,36 / 100,00   | 0,95  |
|                         | Coligação Democrática Unitária | 712    | 8,66 / 100,00   | 1,22  |
|                         | Bloco de Esquerda              | 183    | 2,23 / 100,00   | 0,81  |
|                         | Outros                         | 157    | 1,92 / 100,00   |       |
| Votos Inválidos         | Votos Inválidos                | 191    | 2,33 / 100,00   | 0,16  |
| Total                   | Total                          | 8 219  | 100,00 / 100,00 |       |
| Eleitorado/Participação | Eleitorado/Participação        | 12 585 | 65,31 / 100,00  | 0,39  |

| Freguesia              | %     | %     | %     | %     | %    | Votantes |
| Freguesia              | PSD   | PS    | PP    | CDU   | BE   | Votantes |
| ---------------------- | ----- | ----- | ----- | ----- | ---- | -------- |
| Alcanena               | 37,12 | 36,91 | 8,57  | 11,15 | 2,62 | 2 368    |
| Bugalhos               | 32,90 | 43,75 | 4,96  | 9,38  | 2,21 | 544      |
| Espinheiro             | 30,77 | 45,48 | 3,62  | 12,67 | 3,17 | 442      |
| Louriceira             | 24,92 | 48,58 | 5,36  | 14,51 | 1,58 | 317      |
| Malhou                 | 21,65 | 44,59 | 14,07 | 9,96  | 3,90 | 462      |
| Minde                  | 55,16 | 23,57 | 12,12 | 3,99  | 1,84 | 1 956    |
| Moitas Venda           | 55,46 | 24,71 | 12,10 | 1,01  | 1,34 | 595      |
| Monsanto               | 28,75 | 41,76 | 5,86  | 15,57 | 2,01 | 546      |
| Serra de Santo António | 61,94 | 20,95 | 12,16 | 0,45  | 2,03 | 444      |
| Vila Moreira           | 29,91 | 41,83 | 8,44  | 14,31 | 1,47 | 545      |
| Alcanena               | 41,09 | 34,43 | 9,36  | 8,66  | 2,23 | 8 219    |

### Almeirim
| Partido                 | Partido                        | Votos  | %               | +/-   |
| ----------------------- | ------------------------------ | ------ | --------------- | ----- |
|                         | Partido Socialista             | 5 081  | 46,69 / 100,00  | 10,90 |
|                         | Partido Social Democrata       | 3 094  | 28,43 / 100,00  | 8,26  |
|                         | Coligação Democrática Unitária | 1 173  | 10,78 / 100,00  | 0,28  |
|                         | Partido Popular                | 862    | 7,92 / 100,00   | 1,84  |
|                         | Bloco de Esquerda              | 266    | 2,44 / 100,00   | 0,81  |
|                         | Outros                         | 182    | 1,67 / 100,00   |       |
| Votos Inválidos         | Votos Inválidos                | 225    | 2,07 / 100,00   | 0,13  |
| Total                   | Total                          | 10 883 | 100,00 / 100,00 |       |
| Eleitorado/Participação | Eleitorado/Participação        | 18 360 | 59,28 / 100,00  | 0,77  |

| Freguesia            | %     | %     | %     | %    | %    | Votantes |
| Freguesia            | PS    | PSD   | CDU   | PP   | BE   | Votantes |
| -------------------- | ----- | ----- | ----- | ---- | ---- | -------- |
| Almeirim             | 42,61 | 32,70 | 8,69  | 8,09 | 3,41 | 5 834    |
| Benfica do Ribatejo  | 54,64 | 16,27 | 18,94 | 6,75 | 1,49 | 1 616    |
| Fazendas de Almeirim | 48,92 | 27,57 | 10,43 | 8,44 | 1,29 | 3 105    |
| Raposa               | 58,84 | 20,43 | 10,98 | 5,79 | 0,91 | 328      |
| Almeirim             | 46,69 | 28,43 | 10,78 | 7,92 | 2,44 | 10 883   |

### Alpiarça
| Partido                 | Partido                        | Votos | %               | +/-  |
| ----------------------- | ------------------------------ | ----- | --------------- | ---- |
|                         | Partido Socialista             | 1 838 | 42,99 / 100,00  | 3,21 |
|                         | Coligação Democrática Unitária | 1 386 | 32,42 / 100,00  | 3,18 |
|                         | Partido Social Democrata       | 656   | 15,35 / 100,00  | 5,19 |
|                         | Partido Popular                | 151   | 3,53 / 100,00   | 0,25 |
|                         | Bloco de Esquerda              | 104   | 2,43 / 100,00   | 0,86 |
|                         | Outros                         | 63    | 1,48 / 100,00   |      |
| Votos Inválidos         | Votos Inválidos                | 77    | 1,81 / 100,00   | 0,71 |
| Total                   | Total                          | 4 275 | 100,00 / 100,00 |      |
| Eleitorado/Participação | Eleitorado/Participação        | 6 541 | 65,36 / 100,00  | 1,35 |

| Freguesia | %     | %     | %     | %    | %    | Votantes |
| Freguesia | PS    | CDU   | PSD   | PP   | BE   | Votantes |
| --------- | ----- | ----- | ----- | ---- | ---- | -------- |
| Alpiarça  | 42,99 | 32,42 | 15,35 | 3,53 | 2,43 | 4 275    |
| Alpiarça  | 42,99 | 32,42 | 15,35 | 3,53 | 2,43 | 4 275    |

### Benavente
| Partido                 | Partido                        | Votos  | %               | +/-  |
| ----------------------- | ------------------------------ | ------ | --------------- | ---- |
|                         | Partido Socialista             | 3 511  | 35,57 / 100,00  | 5,82 |
|                         | Partido Social Democrata       | 2 844  | 28,81 / 100,00  | 8,30 |
|                         | Coligação Democrática Unitária | 1 874  | 18,98 / 100,00  | 3,33 |
|                         | Partido Popular                | 911    | 9,23 / 100,00   | 0,66 |
|                         | Bloco de Esquerda              | 344    | 3,48 / 100,00   | 1,02 |
|                         | PCTP/MRPP                      | 103    | 1,04 / 100,00   | 0,64 |
|                         | Outros                         | 105    | 1,06 / 100,00   |      |
| Votos Inválidos         | Votos Inválidos                | 180    | 1,82 / 100,00   | 0,51 |
| Total                   | Total                          | 9 872  | 100,00 / 100,00 |      |
| Eleitorado/Participação | Eleitorado/Participação        | 17 662 | 55,89 / 100,00  | 0,49 |

| Freguesia      | %     | %     | %     | %     | %    | %    | Votantes |
| Freguesia      | PS    | PSD   | CDU   | PP    | BE   | PCTP | Votantes |
| -------------- | ----- | ----- | ----- | ----- | ---- | ---- | -------- |
| Barrosa        | 51,19 | 10,58 | 27,99 | 3,07  | 3,75 | 1,02 | 293      |
| Benavente      | 33,98 | 29,41 | 20,37 | 8,25  | 4,10 | 0,79 | 3 417    |
| Samora Correia | 36,02 | 29,20 | 16,89 | 10,63 | 3,39 | 1,06 | 5 541    |
| Santo Estêvão  | 32,85 | 30,60 | 25,76 | 4,99  | 0,81 | 2,25 | 621      |
| Benavente      | 35,57 | 28,81 | 18,98 | 9,23  | 3,48 | 1,04 | 9 872    |

### Cartaxo
| Partido                 | Partido                        | Votos  | %               | +/-  |
| ----------------------- | ------------------------------ | ------ | --------------- | ---- |
|                         | Partido Socialista             | 5 445  | 45,48 / 100,00  | 8,03 |
|                         | Partido Social Democrata       | 3 578  | 29,89 / 100,00  | 8,33 |
|                         | Coligação Democrática Unitária | 1 090  | 9,11 / 100,00   | 2,23 |
|                         | Partido Popular                | 953    | 7,96 / 100,00   | 0,62 |
|                         | Bloco de Esquerda              | 380    | 3,17 / 100,00   | 1,19 |
|                         | Outros                         | 219    | 1,83 / 100,00   |      |
| Votos Inválidos         | Votos Inválidos                | 306    | 2,56 / 100,00   | 0,41 |
| Total                   | Total                          | 11 971 | 100,00 / 100,00 |      |
| Eleitorado/Participação | Eleitorado/Participação        | 19 330 | 61,93 / 100,00  | 1,03 |

| Freguesia           | %     | %     | %     | %    | %    | Votantes |
| Freguesia           | PS    | PSD   | CDU   | PP   | BE   | Votantes |
| ------------------- | ----- | ----- | ----- | ---- | ---- | -------- |
| Cartaxo             | 39,98 | 36,06 | 7,81  | 8,05 | 4,02 | 4 995    |
| Ereira              | 52,99 | 18,91 | 14,18 | 5,72 | 4,48 | 402      |
| Lapa                | 45,71 | 33,23 | 5,62  | 9,05 | 2,03 | 641      |
| Pontével            | 51,82 | 22,91 | 10,30 | 7,28 | 2,66 | 2 252    |
| Valada              | 52,95 | 18,25 | 17,53 | 6,08 | 1,43 | 559      |
| Vale da Pedra       | 46,50 | 24,69 | 12,79 | 9,12 | 2,11 | 899      |
| Vale da Pinta       | 45,45 | 30,01 | 9,38  | 8,95 | 3,32 | 693      |
| Vila Chã de Ourique | 48,76 | 28,76 | 6,34  | 8,37 | 2,48 | 1 530    |
| Cartaxo             | 45,48 | 29,89 | 9,11  | 7,96 | 3,17 | 11 971   |

### Chamusca
| Partido                 | Partido                        | Votos | %               | +/-  |
| ----------------------- | ------------------------------ | ----- | --------------- | ---- |
|                         | Partido Socialista             | 2 609 | 45,64 / 100,00  | 7,90 |
|                         | Partido Social Democrata       | 1 369 | 23,95 / 100,00  | 6,89 |
|                         | Coligação Democrática Unitária | 953   | 16,67 / 100,00  | 1,02 |
|                         | Partido Popular                | 432   | 7,56 / 100,00   | 1,39 |
|                         | Bloco de Esquerda              | 113   | 1,98 / 100,00   | 0,48 |
|                         | PCTP/MRPP                      | 66    | 1,15 / 100,00   | 0,48 |
|                         | Outros                         | 54    | 0,93 / 100,00   |      |
| Votos Inválidos         | Votos Inválidos                | 120   | 2,10 / 100,00   | 0,49 |
| Total                   | Total                          | 5 716 | 100,00 / 100,00 |      |
| Eleitorado/Participação | Eleitorado/Participação        | 9 946 | 57,47 / 100,00  | 0,54 |

| Freguesia       | %     | %     | %     | %     | %    | %    | Votantes |
| Freguesia       | PS    | PSD   | CDU   | PP    | BE   | PCTP | Votantes |
| --------------- | ----- | ----- | ----- | ----- | ---- | ---- | -------- |
| Carregueira     | 49,17 | 19,77 | 13,77 | 10,94 | 2,03 | 0,79 | 1 133    |
| Chamusca        | 39,33 | 24,70 | 19,98 | 8,76  | 3,25 | 1,15 | 1 907    |
| Chouto          | 49,68 | 28,03 | 9,55  | 5,41  | 1,59 | 1,91 | 314      |
| Parreira        | 37,50 | 45,76 | 6,92  | 4,69  | 0,67 | 1,34 | 448      |
| Pinheiro Grande | 50,38 | 21,70 | 14,91 | 7,92  | 1,32 | 0,94 | 530      |
| Ulme            | 62,72 | 20,46 | 8,08  | 5,38  | 0,67 | 0,13 | 743      |
| Vale de Cavalos | 38,22 | 17,78 | 33,70 | 3,28  | 1,25 | 2,65 | 641      |
| Chamusca        | 45,64 | 23,95 | 16,67 | 7,56  | 1,98 | 1,15 | 5 716    |

### Constância
| Partido                 | Partido                        | Votos | %               | +/-  |
| ----------------------- | ------------------------------ | ----- | --------------- | ---- |
|                         | Partido Socialista             | 1 064 | 50,00 / 100,00  | 7,85 |
|                         | Partido Social Democrata       | 499   | 23,45 / 100,00  | 5,79 |
|                         | Coligação Democrática Unitária | 249   | 11,70 / 100,00  | 0,77 |
|                         | Partido Popular                | 166   | 7,80 / 100,00   | 1,88 |
|                         | Bloco de Esquerda              | 40    | 1,88 / 100,00   | 0,97 |
|                         | Outros                         | 40    | 1,87 / 100,00   |      |
| Votos Inválidos         | Votos Inválidos                | 70    | 3,29 / 100,00   | 0,51 |
| Total                   | Total                          | 2 128 | 100,00 / 100,00 |      |
| Eleitorado/Participação | Eleitorado/Participação        | 3 238 | 65,72 / 100,00  | 2,07 |

| Freguesia                  | %     | %     | %     | %     | %    | Votantes |
| Freguesia                  | PS    | PSD   | CDU   | PP    | BE   | Votantes |
| -------------------------- | ----- | ----- | ----- | ----- | ---- | -------- |
| Constância                 | 34,82 | 32,37 | 12,95 | 13,39 | 1,56 | 448      |
| Montalvo                   | 48,89 | 28,89 | 9,37  | 5,87  | 2,86 | 630      |
| Santa Margarida da Coutada | 57,14 | 16,38 | 12,57 | 6,57  | 1,43 | 1 050    |
| Constância                 | 50,00 | 23,45 | 11,70 | 7,80  | 1,88 | 2 128    |

### Coruche
| Partido                 | Partido                        | Votos  | %               | +/-  |
| ----------------------- | ------------------------------ | ------ | --------------- | ---- |
|                         | Partido Socialista             | 4 902  | 41,88 / 100,00  | 1,58 |
|                         | Partido Social Democrata       | 2 887  | 24,67 / 100,00  | 5,70 |
|                         | Coligação Democrática Unitária | 2 455  | 20,98 / 100,00  | 4,99 |
|                         | Partido Popular                | 908    | 7,76 / 100,00   | 1,35 |
|                         | Bloco de Esquerda              | 173    | 1,48 / 100,00   | 0,20 |
|                         | Outros                         | 194    | 1,67 / 100,00   |      |
| Votos Inválidos         | Votos Inválidos                | 185    | 1,58 / 100,00   | 0,12 |
| Total                   | Total                          | 11 704 | 100,00 / 100,00 |      |
| Eleitorado/Participação | Eleitorado/Participação        | 19 589 | 59,75 / 100,00  | 3,13 |

| Freguesia            | %     | %     | %     | %     | %    | Votantes |
| Freguesia            | PS    | PSD   | CDU   | PP    | BE   | Votantes |
| -------------------- | ----- | ----- | ----- | ----- | ---- | -------- |
| Biscainho            | 35,01 | 41,71 | 7,26  | 10,99 | 1,68 | 537      |
| Branca               | 39,88 | 33,73 | 15,50 | 6,86  | 0,36 | 845      |
| Coruche              | 43,92 | 30,08 | 10,97 | 9,59  | 2,18 | 4 870    |
| Couço                | 30,17 | 10,64 | 53,89 | 1,74  | 0,40 | 2 247    |
| Erra                 | 41,09 | 15,79 | 30,05 | 7,47  | 1,36 | 589      |
| Fajarda              | 51,66 | 17,48 | 17,48 | 8,96  | 1,22 | 904      |
| Santana do Mato      | 39,86 | 27,14 | 19,43 | 9,43  | 1,29 | 700      |
| São José da Lamarosa | 56,52 | 23,02 | 6,82  | 9,29  | 1,78 | 1 012    |
| Coruche              | 41,88 | 24,67 | 20,98 | 7,76  | 1,48 | 11 704   |

### Entroncamento
| Partido                 | Partido                        | Votos  | %               | +/-  |
| ----------------------- | ------------------------------ | ------ | --------------- | ---- |
|                         | Partido Socialista             | 4 162  | 42,62 / 100,00  | 6,77 |
|                         | Partido Social Democrata       | 3 096  | 31,71 / 100,00  | 7,73 |
|                         | Partido Popular                | 782    | 8,01 / 100,00   | 0,32 |
|                         | Coligação Democrática Unitária | 765    | 7,83 / 100,00   | 2,44 |
|                         | Bloco de Esquerda              | 629    | 6,44 / 100,00   | 2,37 |
|                         | Outros                         | 116    | 1,18 / 100,00   |      |
| Votos Inválidos         | Votos Inválidos                | 215    | 2,21 / 100,00   | 0,48 |
| Total                   | Total                          | 9 765  | 100,00 / 100,00 |      |
| Eleitorado/Participação | Eleitorado/Participação        | 14 997 | 65,11 / 100,00  | 1,61 |

| Freguesia     | %     | %     | %    | %    | %    | Votantes |
| Freguesia     | PS    | PSD   | PP   | CDU  | BE   | Votantes |
| ------------- | ----- | ----- | ---- | ---- | ---- | -------- |
| Entroncamento | 42,62 | 31,71 | 8,01 | 7,83 | 6,44 | 9 765    |
| Entroncamento | 42,62 | 31,71 | 8,01 | 7,63 | 6,44 | 9 765    |

### Ferreira do Zêzere
| Partido                 | Partido                        | Votos | %               | +/-  |
| ----------------------- | ------------------------------ | ----- | --------------- | ---- |
|                         | Partido Social Democrata       | 3 135 | 56,95 / 100,00  | 6,46 |
|                         | Partido Socialista             | 1 546 | 28,08 / 100,00  | 5,76 |
|                         | Partido Popular                | 505   | 9,17 / 100,00   | 0,92 |
|                         | Coligação Democrática Unitária | 79    | 1,44 / 100,00   | 0,26 |
|                         | Outros                         | 123   | 2,25 / 100,00   |      |
| Votos Inválidos         | Votos Inválidos                | 117   | 2,13 / 100,00   | 0,85 |
| Total                   | Total                          | 5 505 | 100,00 / 100,00 |      |
| Eleitorado/Participação | Eleitorado/Participação        | 8 220 | 66,97 / 100,00  | 2,43 |

| Freguesia             | %     | %     | %     | %    | Votantes |
| Freguesia             | PSD   | PS    | PP    | CDU  | Votantes |
| --------------------- | ----- | ----- | ----- | ---- | -------- |
| Águas Belas           | 40,39 | 46,44 | 8,17  | 1,82 | 661      |
| Areias                | 71,54 | 12,50 | 8,43  | 1,63 | 984      |
| Beco                  | 66,82 | 24,47 | 4,35  | 0,45 | 666      |
| Chãos                 | 66,75 | 16,63 | 12,29 | 0,96 | 415      |
| Dornes                | 52,57 | 32,21 | 10,07 | 0,67 | 447      |
| Ferreira do Zêzere    | 44,73 | 37,12 | 11,71 | 2,26 | 1 196    |
| Igreja Nova do Sobral | 64,15 | 25,05 | 5,40  | 0,86 | 463      |
| Paio Mendes           | 51,49 | 29,54 | 13,55 | 1,63 | 369      |
| Pias                  | 60,86 | 23,36 | 9,21  | 1,32 | 304      |
| Ferreira do Zêzere    | 56,95 | 28,08 | 9,17  | 1,44 | 5 505    |

### Golegã
| Partido                 | Partido                        | Votos | %               | +/-  |
| ----------------------- | ------------------------------ | ----- | --------------- | ---- |
|                         | Partido Socialista             | 1 326 | 46,09 / 100,00  | 5,52 |
|                         | Partido Social Democrata       | 711   | 24,71 / 100,00  | 5,87 |
|                         | Coligação Democrática Unitária | 404   | 14,04 / 100,00  | 3,06 |
|                         | Partido Popular                | 267   | 9,28 / 100,00   | 1,86 |
|                         | Bloco de Esquerda              | 66    | 2,29 / 100,00   | 1,03 |
|                         | Outros                         | 53    | 1,84 / 100,00   |      |
| Votos Inválidos         | Votos Inválidos                | 50    | 1,74 / 100,00   | 0,01 |
| Total                   | Total                          | 2 877 | 100,00 / 100,00 |      |
| Eleitorado/Participação | Eleitorado/Participação        | 4 767 | 60,35 / 100,00  | 2,12 |

| Freguesia | %     | %     | %     | %     | %    | Votantes |
| Freguesia | PS    | PSD   | CDU   | PP    | BE   | Votantes |
| --------- | ----- | ----- | ----- | ----- | ---- | -------- |
| Azinhaga  | 48,17 | 17,55 | 23,85 | 5,16  | 2,64 | 872      |
| Golegã    | 45,19 | 27,83 | 9,78  | 11,07 | 2,14 | 2 005    |
| Golegã    | 46,09 | 24,71 | 14,04 | 9,28  | 2,29 | 2 877    |

### Mação
| Partido                 | Partido                        | Votos | %               | +/-  |
| ----------------------- | ------------------------------ | ----- | --------------- | ---- |
|                         | Partido Social Democrata       | 2 834 | 48,12 / 100,00  | 6,55 |
|                         | Partido Socialista             | 2 096 | 35,59 / 100,00  | 7,55 |
|                         | Partido Popular                | 445   | 7,56 / 100,00   | 0,41 |
|                         | Coligação Democrática Unitária | 187   | 3,17 / 100,00   | 0,20 |
|                         | Bloco de Esquerda              | 75    | 1,27 / 100,00   | 0,40 |
|                         | Outros                         | 124   | 2,11 / 100,00   |      |
| Votos Inválidos         | Votos Inválidos                | 129   | 2,19 / 100,00   | 0,13 |
| Total                   | Total                          | 5 890 | 100,00 / 100,00 |      |
| Eleitorado/Participação | Eleitorado/Participação        | 8 433 | 69,84 / 100,00  | 2,09 |

| Freguesia  | %     | %     | %    | %    | %    | Votantes |
| Freguesia  | PSD   | PS    | PP   | CDU  | BE   | Votantes |
| ---------- | ----- | ----- | ---- | ---- | ---- | -------- |
| Aboboreira | 48,63 | 37,63 | 6,55 | 2,11 | 0,42 | 473      |
| Amêndoa    | 61,81 | 24,23 | 9,86 | 0,41 | 1,03 | 487      |
| Cardigos   | 68,75 | 18,53 | 9,16 | 0,86 | 0,22 | 928      |
| Carvoeiro  | 57,07 | 29,34 | 5,19 | 1,07 | 0,54 | 559      |
| Envendos   | 46,20 | 39,58 | 6,99 | 2,82 | 1,10 | 816      |
| Mação      | 33,64 | 45,00 | 7,71 | 5,93 | 2,64 | 1 400    |
| Ortiga     | 32,63 | 49,42 | 5,21 | 5,41 | 1,74 | 518      |
| Penhascoso | 46,40 | 35,97 | 8,46 | 3,81 | 1,13 | 709      |
| Mação      | 48,12 | 35,59 | 7,56 | 3,17 | 1,27 | 5 890    |

### Ourém
| Partido                 | Partido                        | Votos  | %               | +/-   |
| ----------------------- | ------------------------------ | ------ | --------------- | ----- |
|                         | Partido Social Democrata       | 16 695 | 67,40 / 100,00  | 10,07 |
|                         | Partido Socialista             | 4 131  | 16,68 / 100,00  | 8,63  |
|                         | Partido Popular                | 2 630  | 10,62 / 100,00  | 1,42  |
|                         | Coligação Democrática Unitária | 329    | 1,33 / 100,00   | 0,16  |
|                         | Bloco de Esquerda              | 318    | 1,28 / 100,00   | 0,38  |
|                         | Outros                         | 277    | 1,12 / 100,00   |       |
| Votos Inválidos         | Votos Inválidos                | 390    | 1,58 / 100,00   | 0,27  |
| Total                   | Total                          | 24 770 | 100,00 / 100,00 |       |
| Eleitorado/Participação | Eleitorado/Participação        | 37 141 | 66,69 / 100,00  | 2,44  |

| Freguesia                       | %     | %     | %     | %    | %    | Votantes |
| Freguesia                       | PSD   | PS    | PP    | CDU  | BE   | Votantes |
| ------------------------------- | ----- | ----- | ----- | ---- | ---- | -------- |
| Alburitel                       | 49,32 | 33,47 | 8,40  | 1,90 | 2,98 | 738      |
| Atouguia                        | 72,88 | 13,78 | 8,70  | 1,67 | 0,73 | 1 379    |
| Casal dos Bernardos             | 79,29 | 8,96  | 8,04  | 0    | 1,08 | 647      |
| Caxarias                        | 57,89 | 22,11 | 14,27 | 0,97 | 0,62 | 1 135    |
| Cercal                          | 74,61 | 8,75  | 13,72 | 0,17 | 0,86 | 583      |
| Espite                          | 70,72 | 13,30 | 11,74 | 0,28 | 0,99 | 707      |
| Fátima                          | 72,75 | 10,64 | 12,23 | 0,71 | 1,45 | 5 094    |
| Formigais                       | 67,72 | 20,08 | 5,12  | 2,36 | 0,39 | 254      |
| Freixianda                      | 79,55 | 9,81  | 6,82  | 0,65 | 0,97 | 1 540    |
| Gondemaria                      | 80,11 | 8,09  | 9,28  | 0,53 | 0,40 | 754      |
| Matas                           | 69,73 | 11,42 | 14,69 | 0,74 | 1,04 | 674      |
| Nossa Senhora da Piedade        | 51,91 | 29,36 | 10,57 | 3,10 | 2,14 | 3 225    |
| Nossa Senhora das Misericórdias | 65,91 | 16,33 | 11,71 | 1,75 | 0,98 | 2 749    |
| Olival                          | 67,26 | 17,37 | 9,73  | 1,19 | 1,41 | 1 347    |
| Ribeira do Fárrio               | 87,48 | 6,52  | 4,12  | 0    | 1,03 | 583      |
| Rio de Couros                   | 79,45 | 10,45 | 7,00  | 0,44 | 0,89 | 1 129    |
| Seiça                           | 46,26 | 34,10 | 12,07 | 2,72 | 1,62 | 1 176    |
| Urqueira                        | 66,38 | 16,19 | 11,55 | 1,52 | 0,95 | 1 056    |
| Ourém                           | 67,40 | 16,68 | 10,62 | 1,33 | 1,28 | 24 770   |

### Rio Maior
| Partido                 | Partido                        | Votos  | %               | +/-  |
| ----------------------- | ------------------------------ | ------ | --------------- | ---- |
|                         | Partido Social Democrata       | 5 647  | 50,20 / 100,00  | 8,84 |
|                         | Partido Socialista             | 3 502  | 31,13 / 100,00  | 8,37 |
|                         | Partido Popular                | 1 139  | 10,13 / 100,00  | 0,23 |
|                         | Coligação Democrática Unitária | 332    | 2,95 / 100,00   | 0,71 |
|                         | Bloco de Esquerda              | 187    | 1,66 / 100,00   | 0,34 |
|                         | Outros                         | 155    | 1,38 / 100,00   |      |
| Votos Inválidos         | Votos Inválidos                | 286    | 2,54 / 100,00   | 0,18 |
| Total                   | Total                          | 11 248 | 100,00 / 100,00 |      |
| Eleitorado/Participação | Eleitorado/Participação        | 17 751 | 63,37 / 100,00  | 0,45 |

| Freguesia            | %     | %     | %     | %     | %    | Votantes |
| Freguesia            | PSD   | PS    | PP    | CDU   | BE   | Votantes |
| -------------------- | ----- | ----- | ----- | ----- | ---- | -------- |
| Alcobertas           | 69,17 | 13,56 | 12,55 | 0,93  | 0,42 | 1 187    |
| Arrouquelas          | 31,49 | 49,12 | 3,02  | 13,55 | 0    | 397      |
| Arruda dos Pisões    | 60,64 | 23,29 | 9,24  | 1,20  | 1,61 | 249      |
| Asseiceira           | 34,64 | 44,01 | 10,46 | 6,10  | 1,31 | 459      |
| Assentiz             | 36,76 | 41,18 | 6,99  | 6,99  | 1,10 | 272      |
| Azambujeira          | 41,73 | 38,49 | 13,31 | 2,88  | 0,72 | 278      |
| Fráguas              | 51,02 | 31,57 | 10,75 | 1,37  | 1,37 | 586      |
| Malaqueijo           | 48,17 | 34,88 | 4,32  | 3,65  | 0    | 301      |
| Marmeleira           | 33,07 | 39,76 | 4,33  | 13,39 | 3,54 | 254      |
| Outeiro da Cortiçada | 56,19 | 28,60 | 9,53  | 1,22  | 1,62 | 493      |
| Ribeira de São João  | 48,65 | 35,81 | 10,47 | 1,35  | 0,68 | 296      |
| Rio Maior            | 50,18 | 30,84 | 10,55 | 2,36  | 2,17 | 5 677    |
| São João da Ribeira  | 43,56 | 34,26 | 12,28 | 2,57  | 3,37 | 505      |
| São Sebastião        | 53,40 | 35,71 | 8,50  | 0     | 0    | 294      |
| Rio Maior            | 50,20 | 31,13 | 10,13 | 2,95  | 1,66 | 11 248   |

### Salvaterra de Magos
| Partido                 | Partido                        | Votos  | %               | +/-   |
| ----------------------- | ------------------------------ | ------ | --------------- | ----- |
|                         | Partido Socialista             | 3 736  | 42,51 / 100,00  | 10,49 |
|                         | Partido Social Democrata       | 2 457  | 27,96 / 100,00  | 8,05  |
|                         | Coligação Democrática Unitária | 999    | 11,37 / 100,00  | 3,59  |
|                         | Partido Popular                | 697    | 7,93 / 100,00   | 1,62  |
|                         | Bloco de Esquerda              | 508    | 5,78 / 100,00   | 4,07  |
|                         | PCTP/MRPP                      | 91     | 1,04 / 100,00   | 0,38  |
|                         | Outros                         | 108    | 1,23 / 100,00   |       |
| Votos Inválidos         | Votos Inválidos                | 193    | 2,19 / 100,00   | 0,17  |
| Total                   | Total                          | 8 789  | 100,00 / 100,00 |       |
| Eleitorado/Participação | Eleitorado/Participação        | 16 613 | 52,90 / 100,00  | 2,64  |

| Freguesia           | %     | %     | %     | %    | %    | %    | Votantes |
| Freguesia           | PS    | PSD   | CDU   | PP   | BE   | PCTP | Votantes |
| ------------------- | ----- | ----- | ----- | ---- | ---- | ---- | -------- |
| Foros de Salvaterra | 34,37 | 30,44 | 13,29 | 9,97 | 6,10 | 2,10 | 1 475    |
| Glória do Ribatejo  | 56,15 | 10,35 | 18,62 | 4,03 | 5,82 | 1,08 | 1 391    |
| Granho              | 64,72 | 16,06 | 6,08  | 6,33 | 4,87 | 0,73 | 411      |
| Marinhais           | 40,86 | 34,99 | 6,64  | 7,67 | 5,48 | 0,56 | 2 335    |
| Muge                | 60,34 | 16,26 | 7,56  | 9,42 | 3,99 | 0,57 | 701      |
| Salvaterra de Magos | 32,51 | 35,02 | 12,56 | 9,01 | 6,50 | 1,01 | 2 476    |
| Salvaterra de Magos | 42,51 | 27,96 | 11,37 | 7,93 | 5,78 | 1,04 | 8 789    |

### Santarém
| Partido                 | Partido                        | Votos  | %               | +/-  |
| ----------------------- | ------------------------------ | ------ | --------------- | ---- |
|                         | Partido Socialista             | 13 624 | 39,79 / 100,00  | 7,83 |
|                         | Partido Social Democrata       | 12 649 | 36,94 / 100,00  | 9,12 |
|                         | Coligação Democrática Unitária | 2 984  | 8,71 / 100,00   | 1,15 |
|                         | Partido Popular                | 2 813  | 8,22 / 100,00   | 0,03 |
|                         | Bloco de Esquerda              | 962    | 2,81 / 100,00   | 0,46 |
|                         | Outros                         | 533    | 1,56 / 100,00   |      |
| Votos Inválidos         | Votos Inválidos                | 677    | 1,98 / 100,00   | 0,37 |
| Total                   | Total                          | 34 242 | 100,00 / 100,00 |      |
| Eleitorado/Participação | Eleitorado/Participação        | 53 337 | 64,20 / 100,00  | 0,15 |

| Freguesia                         | %     | %     | %     | %     | %    | Votantes |
| Freguesia                         | PS    | PSD   | CDU   | PP    | BE   | Votantes |
| --------------------------------- | ----- | ----- | ----- | ----- | ---- | -------- |
| Abitureiras                       | 50,99 | 36,04 | 4,50  | 5,05  | 0,72 | 555      |
| Abrã                              | 35,35 | 45,58 | 2,95  | 10,08 | 2,64 | 645      |
| Achete                            | 45,14 | 34,76 | 4,00  | 9,14  | 2,38 | 1 050    |
| Alcanede                          | 25,67 | 57,76 | 1,67  | 10,92 | 0,67 | 2 692    |
| Alcanhões                         | 38,48 | 24,13 | 22,93 | 9,13  | 1,20 | 920      |
| Almoster                          | 48,04 | 24,23 | 14,64 | 7,22  | 2,06 | 970      |
| Amiais de Baixo                   | 50,00 | 31,65 | 7,72  | 3,52  | 3,52 | 1 166    |
| Arneiro das Milhariças            | 46,01 | 31,77 | 8,51  | 7,99  | 1,74 | 576      |
| Azoia de Baixo                    | 36,13 | 31,61 | 17,42 | 9,68  | 1,94 | 155      |
| Azoia de Cima                     | 54,95 | 30,03 | 7,17  | 3,41  | 0,34 | 293      |
| Casével                           | 40,04 | 39,15 | 4,23  | 10,76 | 2,82 | 567      |
| Gançaria                          | 27,48 | 57,25 | 1,53  | 9,41  | 0,76 | 393      |
| Moçarria                          | 53,86 | 23,45 | 9,98  | 6,66  | 2,57 | 661      |
| Pernes                            | 38,73 | 28,98 | 20,39 | 5,27  | 1,95 | 1 025    |
| Pombalinho                        | 58,00 | 12,89 | 18,67 | 3,78  | 2,00 | 450      |
| Póvoa da Isenta                   | 43,04 | 21,99 | 18,83 | 8,70  | 2,22 | 632      |
| Póvoa de Santarém                 | 41,06 | 37,03 | 9,32  | 7,81  | 1,01 | 397      |
| Romeira                           | 46,91 | 29,75 | 9,61  | 6,86  | 3,20 | 437      |
| Santa Iria da Ribeira de Santarém | 46,34 | 22,93 | 16,26 | 6,50  | 2,44 | 615      |
| Santarém (Marvila)                | 33,64 | 43,97 | 6,89  | 8,07  | 4,45 | 5 847    |
| Santarém (São Nicolau)            | 37,77 | 36,98 | 10,27 | 7,61  | 4,33 | 4 178    |
| Santarém (São Salvador)           | 39,97 | 39,63 | 6,07  | 7,93  | 3,12 | 4 428    |
| São Vicente do Paul               | 44,84 | 29,72 | 13,76 | 6,15  | 1,77 | 959      |
| Tremês                            | 43,04 | 39,07 | 3,42  | 7,47  | 1,87 | 1 285    |
| Vale de Figueira                  | 47,15 | 19,70 | 24,05 | 5,16  | 1,22 | 736      |
| Vale de Santarém                  | 45,74 | 24,11 | 12,74 | 10,33 | 3,83 | 1 539    |
| Vaqueiros                         | 37,69 | 31,66 | 19,10 | 9,05  | 1,01 | 199      |
| Várzea                            | 41,86 | 38,76 | 5,62  | 8,37  | 1,15 | 872      |
| Santarém                          | 39,79 | 36,94 | 8,71  | 8,22  | 2,81 | 34 242   |

### Sardoal
| Partido                 | Partido                        | Votos | %               | +/-  |
| ----------------------- | ------------------------------ | ----- | --------------- | ---- |
|                         | Partido Social Democrata       | 1 270 | 47,35 / 100,00  | 8,20 |
|                         | Partido Socialista             | 937   | 34,94 / 100,00  | 8,88 |
|                         | Partido Popular                | 241   | 8,99 / 100,00   | 1,66 |
|                         | Coligação Democrática Unitária | 80    | 2,98 / 100,00   | 0,70 |
|                         | Bloco de Esquerda              | 54    | 2,01 / 100,00   | 0,56 |
|                         | Outros                         | 32    | 1,18 / 100,00   |      |
| Votos Inválidos         | Votos Inválidos                | 68    | 2,53 / 100,00   | 0,51 |
| Total                   | Total                          | 2 682 | 100,00 / 100,00 |      |
| Eleitorado/Participação | Eleitorado/Participação        | 3 757 | 71,39 / 100,00  | 2,24 |

| Freguesia              | %     | %     | %     | %    | %    | Votantes |
| Freguesia              | PSD   | PS    | PP    | CDU  | BE   | Votantes |
| ---------------------- | ----- | ----- | ----- | ---- | ---- | -------- |
| Alcaravela             | 61,58 | 24,66 | 8,76  | 1,63 | 0,38 | 799      |
| Santiago de Montalegre | 63,35 | 26,69 | 7,17  | 1,20 | 0    | 251      |
| Sardoal                | 37,80 | 41,80 | 9,23  | 3,44 | 3,29 | 1 397    |
| Valhascos              | 38,72 | 37,87 | 10,21 | 6,81 | 2,13 | 235      |
| Sardoal                | 47,35 | 34,94 | 8,99  | 2,98 | 2,01 | 2 682    |

### Tomar
| Partido                 | Partido                        | Votos  | %               | +/-  |
| ----------------------- | ------------------------------ | ------ | --------------- | ---- |
|                         | Partido Social Democrata       | 10 679 | 44,12 / 100,00  | 7,59 |
|                         | Partido Socialista             | 8 911  | 36,81 / 100,00  | 6,66 |
|                         | Partido Popular                | 2 098  | 8,67 / 100,00   | 0,14 |
|                         | Coligação Democrática Unitária | 962    | 3,97 / 100,00   | 1,11 |
|                         | Bloco de Esquerda              | 624    | 2,58 / 100,00   | 0,49 |
|                         | Outros                         | 347    | 1,43 / 100,00   |      |
| Votos Inválidos         | Votos Inválidos                | 585    | 2,41 / 100,00   | 0,31 |
| Total                   | Total                          | 24 206 | 100,00 / 100,00 |      |
| Eleitorado/Participação | Eleitorado/Participação        | 39 129 | 61,86 / 100,00  | 0,02 |

| Freguesia                | %     | %     | %     | %    | %    | Votantes |
| Freguesia                | PSD   | PS    | PP    | CDU  | BE   | Votantes |
| ------------------------ | ----- | ----- | ----- | ---- | ---- | -------- |
| Além da Ribeira          | 27,59 | 55,37 | 6,48  | 2,59 | 1,85 | 540      |
| Alviobeira               | 44,36 | 41,28 | 6,15  | 1,79 | 1,54 | 390      |
| Asseiceira               | 30,96 | 50,03 | 8,18  | 3,72 | 2,99 | 1 773    |
| Beselga                  | 40,60 | 38,53 | 8,83  | 5,64 | 1,88 | 532      |
| Carregueiros             | 44,07 | 31,77 | 8,78  | 9,81 | 1,61 | 683      |
| Casais                   | 46,86 | 34,30 | 9,57  | 2,91 | 2,32 | 1 338    |
| Junceira                 | 65,53 | 18,18 | 10,61 | 1,14 | 1,14 | 528      |
| Madalena                 | 37,51 | 43,89 | 7,16  | 4,59 | 3,16 | 1 677    |
| Olalhas                  | 67,67 | 16,59 | 9,05  | 1,13 | 0,57 | 1 061    |
| Paialvo                  | 31,64 | 41,68 | 11,98 | 7,75 | 2,08 | 1 394    |
| Pedreira                 | 49,03 | 36,47 | 7,25  | 3,62 | 0,97 | 414      |
| Sabacheira               | 37,68 | 46,70 | 7,57  | 3,70 | 0,64 | 621      |
| Santa Maria dos Olivais  | 44,26 | 35,70 | 8,42  | 4,11 | 3,74 | 7 011    |
| São Pedro de Tomar       | 42,41 | 38,45 | 10,54 | 3,23 | 2,01 | 1 641    |
| Serra                    | 71,20 | 17,01 | 6,46  | 1,59 | 0,57 | 882      |
| Tomar (São João Batista) | 44,77 | 36,79 | 8,68  | 3,84 | 2,71 | 3 721    |
| Tomar                    | 44,12 | 36,81 | 8,67  | 3,97 | 2,58 | 24 206   |

### Torres Novas
| Partido                 | Partido                        | Votos  | %               | +/-  |
| ----------------------- | ------------------------------ | ------ | --------------- | ---- |
|                         | Partido Socialista             | 9 011  | 43,85 / 100,00  | 3,50 |
|                         | Partido Social Democrata       | 6 765  | 32,92 / 100,00  | 5,74 |
|                         | Coligação Democrática Unitária | 1 688  | 8,21 / 100,00   | 1,96 |
|                         | Partido Popular                | 1 488  | 7,24 / 100,00   | 0,31 |
|                         | Bloco de Esquerda              | 831    | 4,04 / 100,00   | 0,94 |
|                         | Outros                         | 361    | 1,76 / 100,00   |      |
| Votos Inválidos         | Votos Inválidos                | 404    | 1,96 / 100,00   | 0,66 |
| Total                   | Total                          | 20 548 | 100,00 / 100,00 |      |
| Eleitorado/Participação | Eleitorado/Participação        | 31 784 | 64,65 / 100,00  | 0,44 |

| Freguesia                  | %     | %     | %     | %     | %    | Votantes |
| Freguesia                  | PS    | PSD   | CDU   | PP    | BE   | Votantes |
| -------------------------- | ----- | ----- | ----- | ----- | ---- | -------- |
| Alcorochel                 | 44,47 | 31,89 | 5,86  | 8,03  | 4,77 | 461      |
| Assentiz                   | 44,59 | 41,62 | 2,97  | 5,31  | 2,03 | 1 922    |
| Brogueira                  | 51,64 | 19,41 | 14,80 | 8,39  | 2,30 | 608      |
| Chancelaria                | 26,78 | 55,37 | 1,91  | 8,38  | 1,55 | 1 098    |
| Lapas                      | 49,61 | 21,67 | 13,63 | 5,88  | 5,20 | 1 020    |
| Meia Via                   | 51,65 | 28,08 | 6,39  | 6,50  | 3,85 | 908      |
| Olaia                      | 44,74 | 29,29 | 8,89  | 7,28  | 4,67 | 1 113    |
| Paço                       | 42,45 | 32,60 | 8,75  | 10,72 | 1,31 | 457      |
| Parceiros de Igreja        | 46,88 | 38,37 | 4,35  | 7,37  | 1,13 | 529      |
| Pedrógão                   | 38,70 | 34,90 | 11,66 | 7,61  | 1,70 | 1 235    |
| Riachos                    | 46,94 | 24,07 | 11,08 | 7,89  | 6,57 | 2 663    |
| Ribeira Branca             | 40,39 | 18,25 | 24,09 | 5,60  | 7,54 | 411      |
| Torres Novas (Salvador)    | 38,54 | 38,96 | 6,71  | 8,49  | 3,65 | 1 178    |
| Torres Novas (Santa Maria) | 44,68 | 33,12 | 6,32  | 7,97  | 4,59 | 2 310    |
| Torres Novas (Santiago)    | 45,87 | 33,39 | 6,40  | 7,96  | 4,21 | 641      |
| Torres Novas (São Pedro)   | 43,90 | 33,54 | 7,88  | 6,63  | 5,10 | 3 453    |
| Zibreira                   | 43,62 | 36,04 | 10,72 | 4,99  | 1,48 | 541      |
| Torres Novas               | 43,85 | 32,92 | 8,21  | 7,24  | 4,04 | 20 548   |

### Vila Nova da Barquinha
| Partido                 | Partido                        | Votos | %               | +/-  |
| ----------------------- | ------------------------------ | ----- | --------------- | ---- |
|                         | Partido Socialista             | 1 957 | 47,40 / 100,00  | 5,90 |
|                         | Partido Social Democrata       | 1 233 | 29,86 / 100,00  | 6,86 |
|                         | Partido Popular                | 317   | 7,68 / 100,00   | 0,35 |
|                         | Coligação Democrática Unitária | 312   | 7,56 / 100,00   | 2,06 |
|                         | Bloco de Esquerda              | 125   | 3,03 / 100,00   | 0,53 |
|                         | Outros                         | 86    | 2,09 / 100,00   |      |
| Votos Inválidos         | Votos Inválidos                | 99    | 2,40 / 100,00   | 0,13 |
| Total                   | Total                          | 4 129 | 100,00 / 100,00 |      |
| Eleitorado/Participação | Eleitorado/Participação        | 6 488 | 63,64 / 100,00  | 0,96 |

| Freguesia              | %     | %     | %    | %     | %    | Votantes |
| Freguesia              | PS    | PSD   | PP   | CDU   | BE   | Votantes |
| ---------------------- | ----- | ----- | ---- | ----- | ---- | -------- |
| Atalaia                | 49,44 | 24,67 | 6,09 | 11,98 | 3,15 | 985      |
| Moita do Norte         | 48,04 | 25,84 | 9,28 | 9,19  | 2,73 | 1 099    |
| Praia do Ribatejo      | 46,90 | 32,93 | 8,16 | 4,96  | 3,00 | 1 066    |
| Tancos                 | 61,08 | 28,08 | 3,45 | 3,94  | 1,48 | 203      |
| Vila Nova da Barquinha | 40,98 | 38,40 | 7,86 | 4,51  | 3,74 | 776      |
| Vila Nova da Barquinha | 47,40 | 29,86 | 7,68 | 7,56  | 3,03 | 4 129    |